# لیگ برتر فوتسال زنان ایران ۱۳۸۴
لیگ برتر فوتسال زنان ایران ۱۳۸۴ اولین دوره از مسابقات لیگ برتر فوتسال زنان در ایران و بالاترین سطح لیگ فوتسال زنان در ایران است که در سال آذرماه ۱۳۸۴ آغاز و در ۲۱ اسفند ماه ۱۳۸۴ به پایان رسید. این مسابقات با شرکت ۷ تیم برگزار شد و هیچ تیمی در این دوره به دسته پایین تر سقوط نکرد. در این مسابقات تیم‌های دیهیم اهواز، پیکان تهران، نوآوران پیام نوشهر، راه‌آهن تهران، تجارتخانه جنوب هرمزگان و پارس بتون گرمسار شرکت داشتند. در گزارش روز ۹ اسفند ۱۳۸۴ روزنامه همشهری اشاره شده که در اين رقابت ها تيم راه آهن با كسب ۱۶ امتياز صدرنشين جدول شد و تيم هاي نوآوران نوشهر، ديهيم اهواز، پيكان تهران، تجارتخانه جنوب هرمزگان، پارس بتن گرمسار و ملوان جوان رشت به ترتيب رده هاي دوم تا هفتم را از آن خود كردند.